# Audubon (Pennsylvanie)
Pour les articles homonymes, voir Audubon.
Audubon est une census-designated place du comté de Montgomery, dans le Commonwealth de Pennsylvanie, aux États-Unis. Il est nommé en l'honneur du naturaliste Jean-Jacques Audubon, qui y a vécu dans sa jeunesse. 

## Géographie
Audubon se trouve dans le nord-est des États-Unis, dans le sud-est de l'État de Pennsylvanie, au sein de Lower Providence township dans le comté de Montgomery, dont le siège de comté est Norristown. Ses coordonnées géographiques sont 40° 07′ 51″ N, 75° 25′ 33″ O.

## Démographie
Au recensement des États-Unis de 2010, sa population était de 8 433 habitants.